# Raymon Hermans
Raymon Hermans (Roosendaal, 18 maart 1994) is een Nederlands zanger. Voor zijn nummer M'n favoriet behaalde hij een Platina Plaat.

## Carrière
Hermans bracht in 2010 op zestienjarige leeftijd zijn eerste single genaamd Ik wil bij je zijn uit. Zijn doorbraak ontstond vanaf 2015 met het uitbrengen van singles als Hypnose en M'n favoriet. In 2017 bracht Hermans zijn eerste album, eveneens genaamd M'n favoriet, uit. Daarop waren naast enkele eerdere singles een viertal nieuwe nummers te vinden.
In 2018 werd Hermans genomineerd voor de Buma NL Award als grootste talent van Nederland, maar hij won deze uiteindelijk niet. Naast optredens bij evenementen als Sterren Muziekfeest op het Plein heeft Hermans ook regelmatig opgetreden op diverse festivals zoals Intents Festival en WiSH Outdoor.

## Discografie
| Titel                                      | Samenwerking                  | Verschijnen       | Hitlijsten | Hitlijsten | Opmerkingen                          |
| Titel                                      | Samenwerking                  | Verschijnen       | Piek       | Weken      | Opmerkingen                          |
| ------------------------------------------ | ----------------------------- | ----------------- | ---------- | ---------- | ------------------------------------ |
| Ik wil bij je zijn                         |                               | 5 mei 2010        |            |            |                                      |
| Niet zonder jou                            |                               | 5 mei 2010        |            |            |                                      |
| De dag                                     |                               | 28 oktober 2010   |            |            |                                      |
| Je houdt niet van mij                      |                               | 28 oktober 2010   |            |            |                                      |
| Neem me mee                                |                               | 16 september 2011 |            |            |                                      |
| De zomer                                   |                               | 2 mei 2012        |            |            |                                      |
| Hypnose                                    |                               | 24 april 2015     |            |            |                                      |
| M'n favoriet                               |                               | 20 november 2015  |            |            |                                      |
| Fenomeen                                   |                               | 13 mei 2016       |            |            |                                      |
| Nu of nooit                                |                               | 18 november 2016  |            |            |                                      |
| Al laat                                    |                               | 9 juni 2017       |            |            |                                      |
| Gevallen                                   |                               | 6 oktober 2017    |            |            |                                      |
| Toekomst                                   |                               | 6 oktober 2017    |            |            |                                      |
| Ondanks alles                              |                               | 6 oktober 2017    |            |            |                                      |
| Vertel mij                                 |                               | 6 oktober 2017    |            |            |                                      |
| Officieel                                  |                               | 5 oktober 2018    |            |            |                                      |
| Eerlijk                                    |                               | 8 maart 2019      |            |            |                                      |
| Hey maat                                   |                               | 10 oktober 2019   |            |            |                                      |
| Vorlijke Kerst                             |                               | 28 november 2019  |            |            |                                      |
| Diamant                                    |                               | 8 april 2021      |            |            |                                      |
| Voel je wat ik voel                        |                               | 6 augustus 2021   |            |            |                                      |
| Geef mij maar de schuld                    |                               | 8 juli 2022       |            |            |                                      |
| Centen                                     |                               | 19 augustus 2022  |            |            |                                      |
| M'n favoriet - hardstyle remix             | Altijd Larstig & Rob Gasd'rop | 29 september 2022 |            |            |                                      |
| De twaalfde man (iedereen staat in Oranje) |                               | 18 november 2022  |            |            | Bestemd voor het WK voetbal van 2022 |
| Mij niet bellen                            |                               | 18 mei 2023       |            |            |                                      |
| Stapje                                     | Wesley Klein                  | 15 september 2023 |            |            |                                      |
| Stapje (orkestband)                        | Wesley Klein                  | 16 november 2023  |            |            |                                      |
| Ja                                         |                               | 26 januari 2024   |            |            |                                      |